# Шаховський Олексій Іванович
Шаховський (Шаховской) Олексій Іванович (бл. 1690 — †1737) — російський державний діяч в Україні, сенатор, генерал-аншеф, з 1734 — «правитель Малоросії», князь, 1729–1731 міністр-резидент при гетьмані Данилові Апостолі, після смерті якого (1734) Шаховський очолив «Правління Гетьманського Уряду», подібного до Першої Малоросійської Колегії. Правління Гетьманського Уряду складалося з 3 росіян і 3 українців.
Шаховський став фактичним правителем Гетьманщини, за директивами цариці Анни домагався зближення української старшини з росіянами, зведення влади Правління Гетьманського Уряду до одного правителя. 1736 Шаховського відкликано і на його місце призначено князя Барятинського.